# 董竹君
董竹君（1900年2月4日—1997年12月6日），原籍江苏省海门县东灶港镇人，生於上海，中国女企业家，锦江饭店的创始人。

## 生平
董竹君出生于1900年2月4日（农历正月初五），家境贫寒，父亲是一名人力车夫，母亲为人帮佣。13岁由于父亲病重，家庭困难，进入四马路（福州路）长三堂子（上海的高级妓院）卖唱。1914年嫁给四川籍革命党人夏之时，连夜逃出青楼，成为督军夫人，婚礼在上海公共租界日本旅馆松田洋行举行。当时袁世凯正悬赏3万银元捉拿夏之时，夏只得逃往日本，因此董竹君在婚后不久便东渡日本，入读东京女子高等师范学校，1917年从该校毕业后回国，前往夏之时在四川合江县的家，1919年随已被解除军权的夏之时迁居成都将军街，后又迁至东胜街，1922年迁回将军街。其间，董竹君先是在东胜街创办富祥女子织袜厂，招收女工从事生产，后又在桂花巷创办飞鹰黄包车公司，但两间公司均于1929年因四川局势不稳、币制贬值而结业。
1929年，董竹君与夏之时分居，带着4个年幼的子女返回上海，1930年变卖财产后四处筹资，在闸北创办群益纱管厂，但该厂1932年在一·二八事變中毁于日军炮火，董竹君自己也因参加抗日宣传等活动而被法租界捕房关押入狱，其后被保释。董竹君最终于1934年与夏之时离婚，同年四川军火采购员李嵩高在得知董竹君离开夏家一事后从购置枪支的款项中借出2000元予董竹君，董竹君用这笔款项于1935年3月15日在上海法租界华格臬路（今宁海西路）开办锦江川菜馆，以成都锦江命名。1936年1月28日，董竹君又在法国公园附近的华龙路（后改为雁荡路）开办锦江茶室，并率先公开招聘女服务员。
上海沦陷后，董竹君于1940年赴菲律宾马尼拉，但因太平洋战争爆发而在菲滞留，直至1945年初才乘难民船返沪。同年夏初，董竹君在上海马浪路（现马当路）377号为地下党开办秘密印刷所。
1951年，上海市委及上海市公安局决定在上海设立一间招待中央首长、高级干部及外宾们的安全而有保卫工作的高级食宿场所，但无法公开出面办理，潘汉年等人只得派人前往法华路董家邀请董竹君。锦江川菜馆、锦江茶室合并为锦江饭店，搬进了茂名南路英国籍犹太人沙逊的高档产业华懋公寓，1951年6月9日正式挂牌，成为招待外国元首的高级酒店。1959年，同样曾属沙逊的峻岭寄庐划归锦江饭店。
1967年，董竹君被以“特务嫌疑”罪名逮捕，1972年被批准外出就医，1973年5月10日宣布释放，1979年3月29日获平反，恢复全国政协委员一职。1997年12月6日，董竹君在北京去世，享年97岁。

## 关心家乡
董竹君关心家乡，幫助了一大批东灶港的同鄉人到上海找出路，培育了上海和平饭店经理东林发、国家级顶级厨师成文彬等人才。海门市亦为她专设纪念馆。 

## 家庭
董竹君和夏之时育有四女一子。其中女儿夏国琼（后来成为钢琴家）曾就读于国立音乐专科学校，但因违反校规而被开除学籍，董竹君为此找到蔡元培代为求情，但被时任校长萧友梅拒绝。

## 相關傳記
- 自传《我的一个世纪》，三联书店。